# آده آدیمو
آده آدیمو (انگلیسی: Ade Adeyemo؛ زادهٔ ۱۳ ژوئیهٔ ۱۹۹۸) بازیکن فوتبال اهل انگلستان است که در لیگ یک فوتبال انگلستان در پست مهاجم برای کراولی تاون بازی می‌کند.